# Daniel Dettwiler
Daniel Dettwiler (* 1974 in Zürich) ist ein Schweizer Musiker, Komponist und Tonmeister, der seit 2005 das Idee und Klang Studio in Basel betreibt und an der Musikhochschule Basel und an der Zürcher Hochschule der Künste doziert.

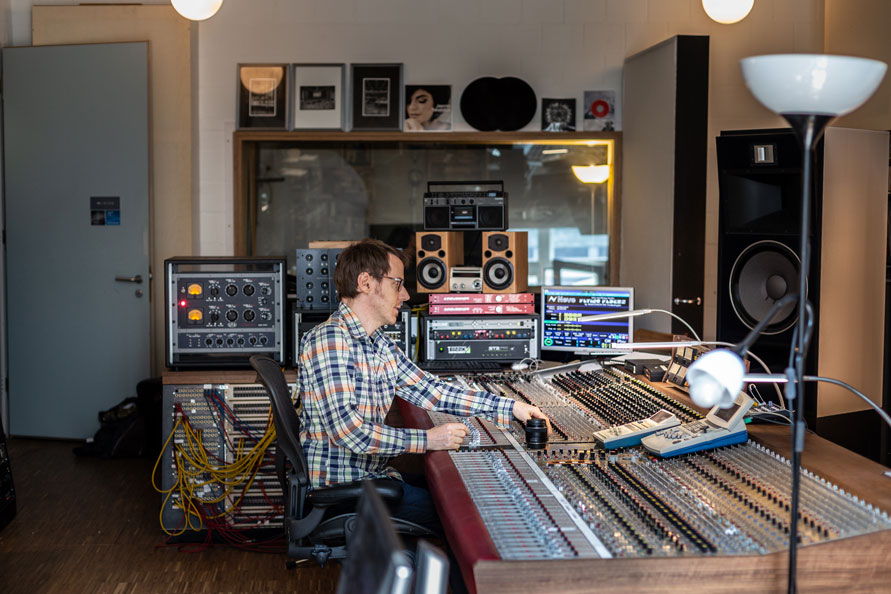
Daniel Dettwiler in seinem Studio «Idee und Klang»

## Leben und Wirken

### Frühe Jahre
Dettwiler gründete 1992 mit Willi Honegger die HD Musicproduction. Er mischte 1993 das Album Human Bomb von Neil Filby für das Label Jecklin.
1995 komponierte er die Musik zur SRF-Dok von Fritz Muri über K1-Weltmeister Andy Hug, Vom Rocky zum Samurai.
Zusammen mit dem Oboisten und Dirigenten Burkhard Glaetzner führte er 1997 das Stück Action-Reaction (für Oboe, Tonband und Synthesizer) an der Biennale Berlin auf. Von 1996 bis 2001 studierte er Audiodesign an der Hochschule für Musik in Basel. Gegen Ende 2005 war er zehn Monate an der Fabrica tätig, dem Benetton Communication & Research Center. Dort komponierte und realisierte er 2001 zur Einweihung des neuen Fabrica-Gebäudes die Klang-Installation Crickets On My Back.

### Studio
Nach dem Studium 2002 gründete Dettwiler die Einzelfirma Idee & Klang Dettwiler, wenig später eröffnete er das Idee und Klang Studio. 2005 erfolgte die Gründung der Idee und Klang GmbH, zusammen mit Ramon De Marco (heute Idee und Klang Audiodesign gmbh). Unter anderem wurde mit einem Mischpult der G-Series von Cadac gearbeitet.

### Akustische Musik
Als Tonmeister spezialisierte sich Dettwiler auf die akustische Musik, vor allem im Bereich Jazz und Weltmusik, aber auch Klassik und Sänger/Songwriter. Es folgten langjährige Zusammenarbeiten mit Niki Reiser, David Klein, Kolsimcha und Christian Zehnder. Kleins Quintet-CD My Marilyn, veröffentlicht 2001, war gleichzeitig Dettwilers erste grosse Jazzproduktion. Auch die Produktion Selma mit Herbert Grönemeyer und Xavier Naidoo sowie die CDs von Jasmin Tabatabai, Was sagt man zu den Menschen, wenn man traurig ist und Eine Frau, wurden von Dettwiler im Auftrag von David Klein realisiert. Für die Band Kolsimcha realisierte Dettwiler mehrere CDs, u. a. auch im Abbey Road Studio.

### Filmmusik
Dettwiler realisierte als Tonmeister die Soundtracks für schweizerische und deutsche Kinofilme, wie zum Beispiel 2005 Alles auf Zucker! und 2009 Im Winter ein Jahr.
Für die Komposition  erhielt 180° – Wenn deine Welt plötzlich Kopf steht 2010 den Preis für die beste Filmmusik beim internationalen Filmfestival Locarno und  2011  Das Blaue vom Himmel sowie 2016 Heidi jeweils den Filmmusikpreis der Fondation SUISA.

### Komponist und Audiodesigner
Dettwiler war ab 2005 zusammen mit Ramon De Marco an verschiedenen Audiodesign-Projekten beteiligt. 2010 war das Team verantwortlich für Komposition und Umsetzung der 720°-Bespielung Magic Box im Rahmen der Expo 2010 in Shanghai. 2008 gestalteten sie für das BMW Museum in München ein Audiodesign im Rahmen des Ausstellungskonzepts, das die Architektur, die Produktgestaltung und das Mediendesign zu einer Gesamtinszenierung rund um die Geschichte der Marke BMW enthielt. Zwischen 2005 und 2008 komponierten De Marco und Dettwiler ein Jingles-Paket für DRS3 (heute SRF 3). 2010 folgte der Auftrag, das neue akustische Layout für DRS2 zu realisieren. Dazu komponierten sie mit Klängen von über 20 improvisierenden Musikern ein Klangdesign, das sich in Entstehung und Performance markant von herkömmlichen akustischen Markenführungen abheben wollte. Im Zuge der Fusion des Schweizer Fernsehens mit dem Schweizer Radio und der damit einhergehenden Namensänderung zu SRF 2 Kultur passte das Komponistenduo sämtliche bestehenden Jingles dem neuen Namen an. 2013 gewannen De Marco und Dettwiler den Wettbewerb zur Neugestaltung des Signets der Nachrichtensendung Rendez-vous des Schweizer Fernsehens, welches sie mit einem kleinen Orchester umsetzten. 2009 komponierten sie für die VW-Autostadt ein Sounddesign mit mehreren Meter hohen Touchscreens und Körperschallwandlern, die haptisches Feedback erzeugen. 2014 gewann Idee und Klang den Wettbewerb für das auditive Rebranding von Swiss Satellite Radio, bestehend aus den drei Sendern Swiss Jazz, Swiss Classic und Swiss Pop des SRF, wobei das neue Sound-Layout auf eine Kombination von Musik und Sounddesign setzte.

### Musiker und Interpret
Dettwiler wirkte auch als Pianist bei diversen Filmmusiken (u. a. 2012 für Die Abenteuer des Huck Finn, 2015 für Heidi und 2018 für Der Junge muss an die frische Luft).
Als Audiodesigner produzierte er 2010 das binaurale Sounddesign zu Beat Gysins Marienglas, welches er 2010, 2011 und 2015 auch live interpretierte. 2005 erstellte er das Audiodesign zu Hinter einer Glaswand, ebenfalls von Beat Gysin, welches er auch live interpretierte. 2000 und 2001 wirkte er während seiner Zeit in der Fabrica als Sounddesigner an diversen Konzerten für Andrea Molinos Those Who Speak In A Faint Voice, u. a. mit David Moss, auch hier interpretierte er das Sounddesign live. In der gleichen Zeit war er für die Musik und das Sounddesign des Theaterstückes The Left Hand of Glenn Gould in Zusammenarbeit mit Studierenden des Instituts für Angewandte Theaterwissenschaft der Justus-Liebig-Universität Giessen unter der Leitung von Molino und Heiner Goebbels verantwortlich. Das Stück wurde 2001 in Giessen, London und Taormina (Sizilien, I) aufgeführt. 1997 erstellte er das Sounddesign zu Voice-Control von Thomas Kessler.

### Vortragstätigkeit und Beteiligung an einem Forschungsprojekt
Seit 2003 unterrichtet Dettwiler an der Musikhochschule Basel Sound-Engineering, seit 2015 auch an der Zürcher Hochschule der Künste, an den Fakultäten Tonmeister und FTM (Film-, Theater- und Medienmusik). Am «Swiss Cultural Challenge» der FHNW wirkt Dettwiler seit 2016 mit, jeweils als Mentor oder als Jury-Mitglied. Seit 2016 beteiligt er sich am Micro Wood Geigen-Projekt der EMPA, bei welchem er unter anderem für die Planung und Durchführung von Hörtests verantwortlich ist. Er hält ausserdem Vorträge in ganz Europa, unter anderem an der Tonmeistertagung des VDT (2012) sowie an diversen Anlässen von Hochschulen und Firmen. 2018 wurde ihm von der Musikhochschule Basel der Titel des Professors verliehen. 2013 schrieb Dettwiler den Artikel Klangräume erschaffen für das Architekturmagazin TEC21.

## Preise und Auszeichnungen
- 2005: «audiophile CD des Monats» der Zeitschrift Audio, für CD Selma – In Sehnsucht eingehüllt von World Quintet
- 2006: «Album des Monats», Jazz Culture-Redaktion, für Stop & Go (Rusconi Trio), aufgrund der vorzüglichen musikalischen und klanglichen Qualität («Klangzauber aus der Schweiz»)
- 2007: Silver Award des japanischen Jazz Critique Magazine für «besonders guten Klang» der CD Never Let Me Go von Robert Lakatos[12]

## Auswahl von Alben, die von Daniel Dettwiler gemischt wurden
| Jahr | Titel                           | Interpret                                                           |
| ---- | ------------------------------- | ------------------------------------------------------------------- |
| 2000 | Second Step                     | Andy Scherrer Quartet                                               |
| 2001 | My Marilyn                      | David Klein Quintet                                                 |
| 2002 | Strings & Rumba „Live Together“ | Stephan Kurmann Strings & Los Muñequitos De Matanzas                |
| 2003 | Remember Mal Waldron            | Andy Scherrer Quartet                                               |
| 2005 | Selma – in Sehnsucht eingehüllt | Kolsimcha – The World Quintet                                       |
| 2007 | Kraah                           | Christian Zehnder                                                   |
| 2008 | Affinity                        | Nils Wogram’s Nostalgia                                             |
| 2009 | The Five Elements Vol. 1        | Ania Losinger / Matthias Eser                                       |
| 2009 | One Up Down Left Right          | Rusconi                                                             |
| 2009 | Different Worlds                | ARTE Quartet                                                        |
| 2011 | Eine Frau                       | Jasmin Tabatabai                                                    |
| 2013 | Oloid                           | Christian Zehnder & Gregor Hilbe                                    |
| 2014 | ZINC                            | Hans Feigenwinter                                                   |
| 2014 | Stories                         | Carlo Mombelli                                                      |
| 2014 | Whim Of Fate                    | Hans Feigenwinter ZINC                                              |
| 2016 | To The Light                    | Stefan Aeby Trio                                                    |
| 2016 | Stay There                      | Jorge Rossy                                                         |
| 2017 | You are Here                    | Fred Frith                                                          |
| 2017 | Extra Time                      | Jean-Paul Brodbeck Trio                                             |
| 2017 | Sounds Between Falling Leaves   | Lisette Spinnler                                                    |
| 2017 | Schlitten                       | William Evans, Donat Fisch, Bänz Oester, Jorge Rossy, Andy Scherrer |